# Perucha
Perucha (en gallego y oficialmente, A Perucha) es un caserío de la parroquia española de Noicela, situado en el municipio de Carballo, provincia de La Coruña, comunidad autónoma de Galicia. Se encuentra en la parte nororiental de la comarca de Bergantiños.

## Historia
El caserío es mencionado por Pascual Madoz como Perucha.

## Demografía
Según el Instituto Nacional de Estadística de España, en el año 2014 Perucha contaba con tan sólo 2 habitantes empadronados, lo que representa el 0,01% de la población total del municipio.

### Evolución de la población
| Gráfica de evolución demográfica de Perucha entre 2004 y 2014 |
|                                                               |
| Datos según el nomenclátor publicado por el INE.              |

## Futura supresión
En la próxima edición del Noménclator de Galicia, este núcleo será suprimido, al encontrarse realmente en el municipio de Laracha y no en el de Carballo.[cita requerida]